# Визяй
Визяй — деревня в Кудымкарском районе Пермского края. Входила в состав Верх-Иньвенского сельского поселения. Располагается на реке Котыс юго-западнее от города Кудымкара. Расстояние до районного центра составляет 47 км. По данным Всероссийской переписи населения 2010 года, в деревне проживало 72 человека (42 мужчины и 30 женщин).

## История
По данным на 1 июля 1963 года, населённый пункт имел статус села, в котором проживало 726 человек. Село Визяй являлось административным центром Визяйского сельсовета.